# Aguateca

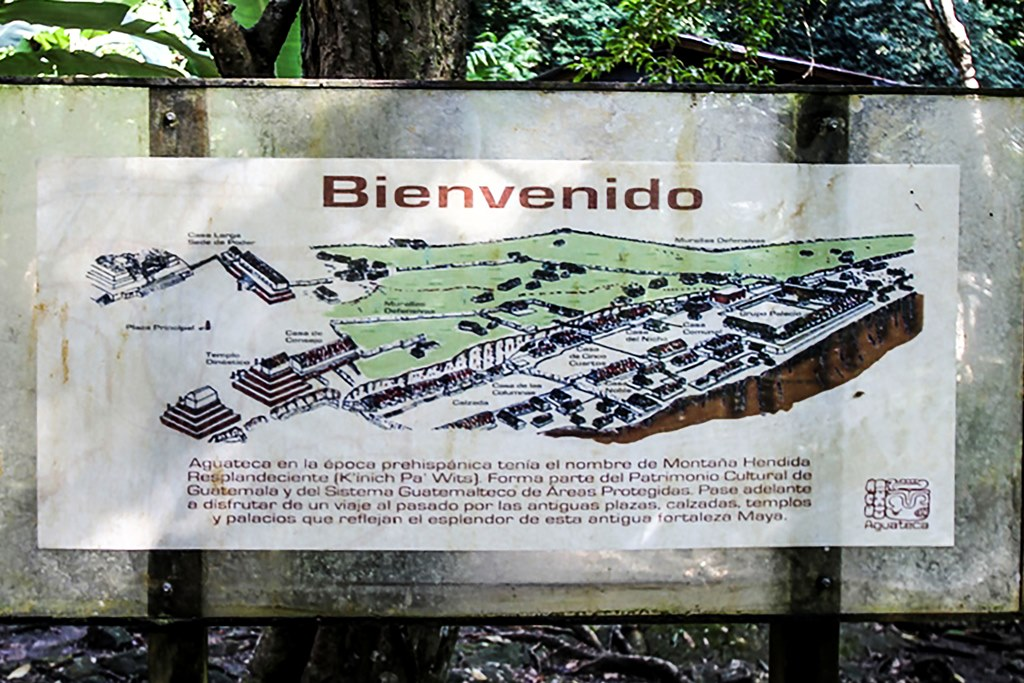
Plànol d'Aguateca des del nord. El jaciment d'Aguateca està construït entre l'avenc principal a l'oest i els singles escarpats a l'est.

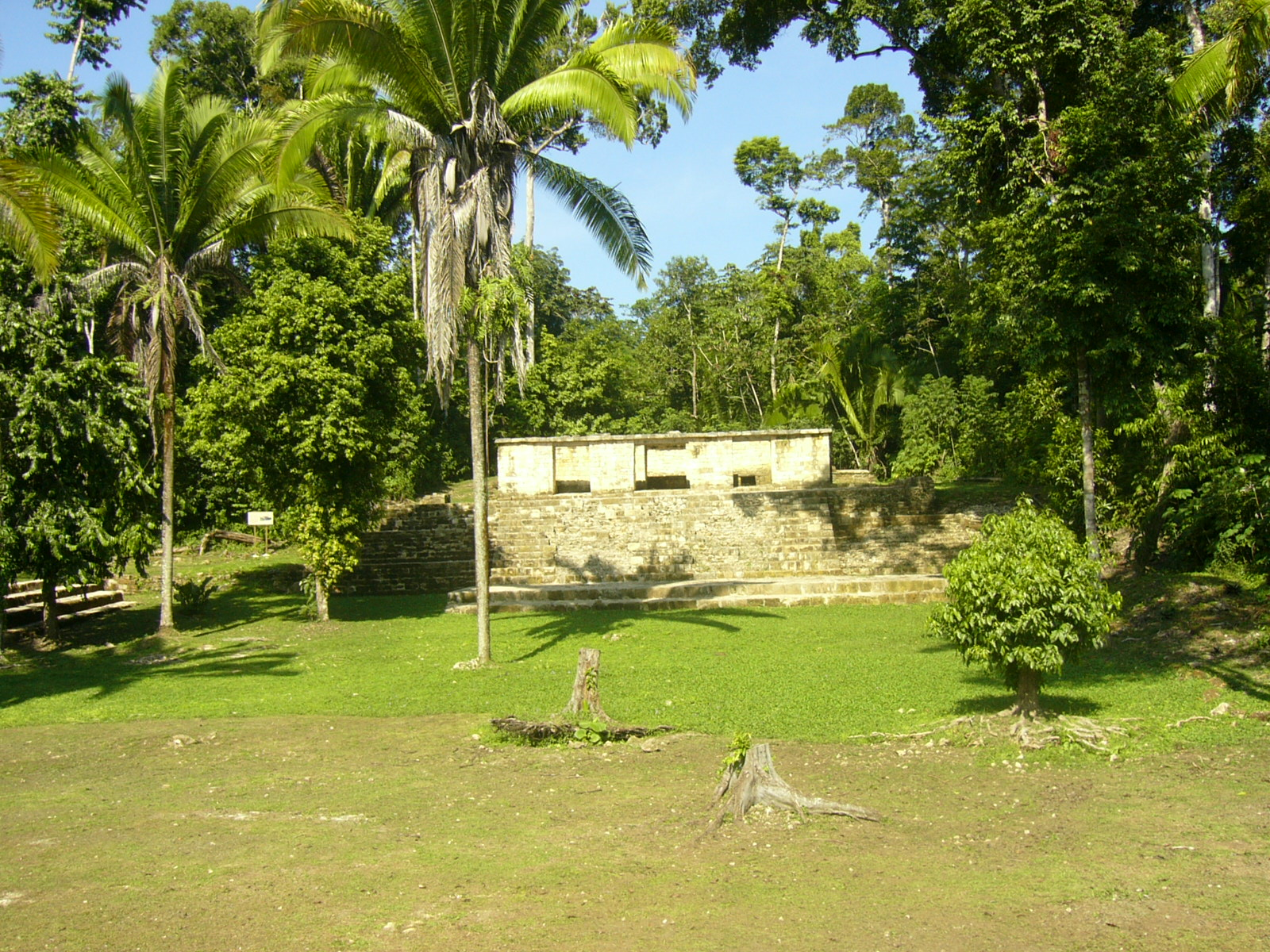
Palau Reial

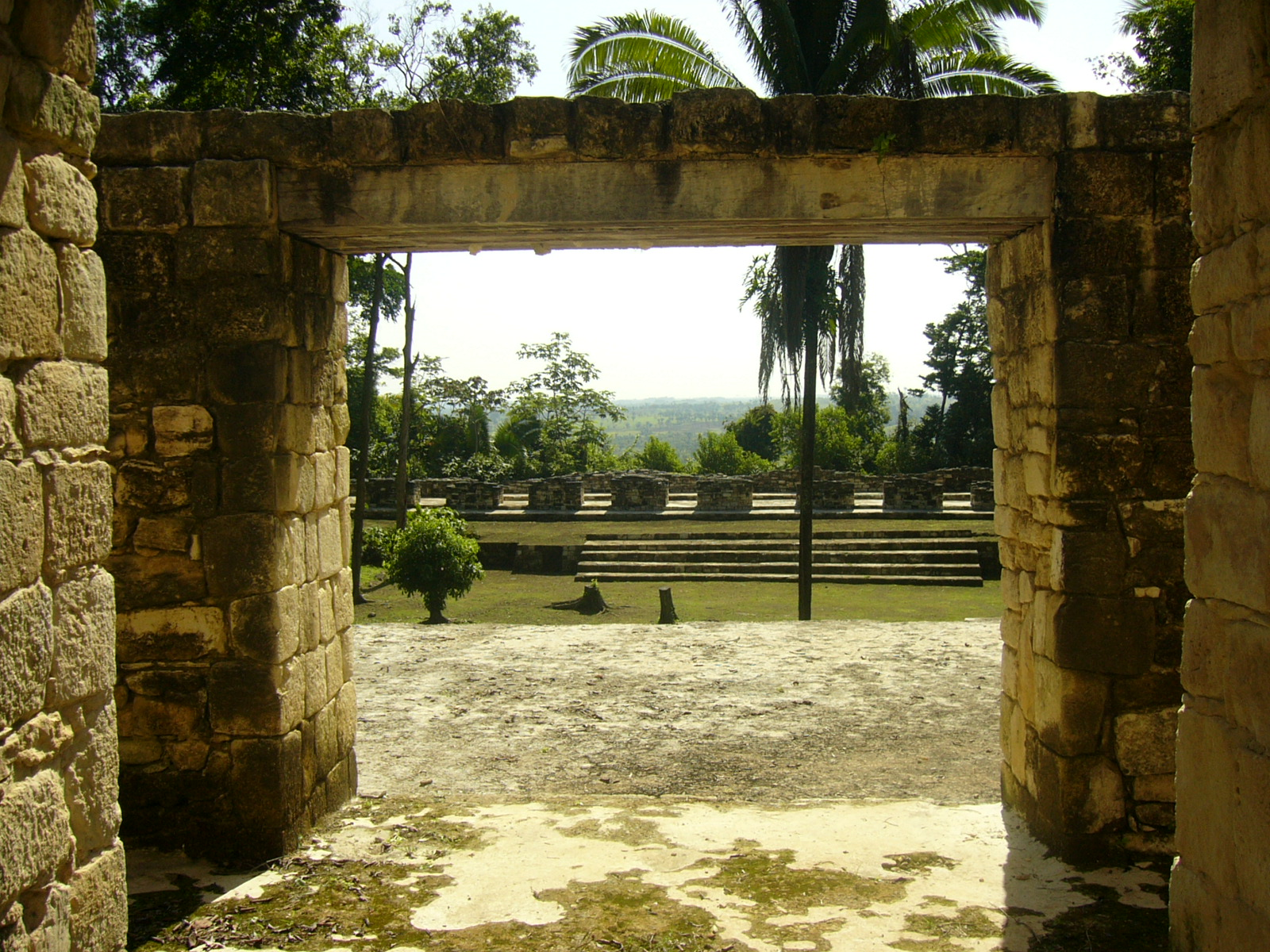
Vista des del Palau a la plaça 2 d'Aguateca

Aguateca és un jaciment maia situat a la conca de Petexbatun, al nord de Guatemala, al departament del Petén. Els primers assentaments a Aguateca daten del període preclàssic tardà (300 aC - 350 dC). El centre va ser ocupat des del 200 aC fins al 800 dC aproximadament, quan la ciutat va ser atacada i saquejada. Com que la ciutat va ser abandonada ràpidament per la seva població, els conjunts d'estil pompeià van quedar escampats pel terra de les residències de l'elit. L'excavació horitzontal d'aquestes residències ha revelat antigues zones d'activitat de l'elit i de producció artesanal a escala domèstica. Aguateca s'assenta a la part superior d'un penya-segat de pedra calcària de 90 m d'alçada, una posició altament defensable. La situació en aquest enclavament escarpat permet el domini de la llacuna de Petexbatun a les terres baixes del sud-oest de Guatemala que és accessible en vaixell. Hi ha un extens sistema de muralles defensives que envolta la ciutat, que arriba a més de 4,8 km de longitud. El seu centre consistia en el grup del Palau, que probablement era un recinte residencial reial, i la plaça principal. Aquests complexos monumentals estaven connectats per una calçada, al llarg de la qual hi havia una zona residencial de l'elit densament ocupada. Durant el regnat de Tan Te' K'inich, la ciutat va ser envaïda i incendiada. La ciutat va ser abandonada completament i de manera sobtada cap al 830 dC. Això es pot veure en el fet que el temple de 6 m d'alçada va quedar inacabat, el centre de la ciutat va ser destruït per un incendi, els objectes de valor van quedar escampats en residències de l'elit i les ceràmiques van quedar en els seus llocs domèstics originals. Les ruïnes d'Aguateca es consideren una de les més ben conservades de Guatemala.

## Desenvolupament inicial
Aguateca i la ciutat propera de Dos Pilas van ser les capitals bessones d'una poderosa dinastia que afirmava ser descendent dels governants de Tikal. Cap al 700 dC, sembla que els governants Dos Pilas 3 i 4 van ser els responsables de canviar el centre de la dinastia de Dos Pilas a Aguateca, com es pot determinar a partir d'esteles i monuments. L'any 761 dC, els governants de Dos Pilas semblen haver abandonat la seva ciutat i haver-se traslladat a Aguateca, moment en el qual la capital es va convertir en una ciutat gran i densament poblada, amb una densitat d'estructures més alta que la majoria dels altres jaciments maies de les terres baixes. És possible que la població d'Aguateca emigrés de la regió de la Pasión, però és probable que també hi hagués una gran població d'altres regions. L'afluència de persones probablement va ser el resultat de la influència política de la dinastia, ja que el desenvolupament d'un nou centre requereix una força laboral substancial per construir temples, palaus i calçades, de manera que per a la família reial i les elits, assegurar una població controlable era essencial.

## Estructures i societat
Els complexos estructurals d'aquest antic jaciment maia han proporcionat als arqueòlegs informació valuosa sobre la composició social d'Aguateca. Això inclou la importància i el paper de les diferents classes socials, la seva ubicació a la societat i les seves rutines diàries. A més a més, les llars, com a unitats socioeconòmiques més bàsiques, interactuaven dinàmicament amb institucions socials, econòmiques i polítiques més grans. L'examen d'aquests aspectes a Aguateca és fonamental per comprendre diversos aspectes de les societats i el comportament humans.

### Residències de l'elit i estil de vida
En la majoria de les societats tradicionals, com Aguateca, l'espai privat i l'espai públic es fusionen inseparablement, en contrast amb les societats modernes, en què la divisió entre «casa» i «feina» és relativament comuna. Les cases de la zona residencial de l'elit d'Aguateca solen constar de tres habitacions principals i afegitons més petits. Aquests incloïen nombrosos objectes domèstics, com ara recipients per servir, pedres de moldre i una varietat d'eines de pedra. També es van trobar fulles d'obsidiana, probablement utilitzades pel ritual de la sagnia, així com morters de pedra per a la reparació de pigments. Les habitacions centrals semblen haver servit com a llocs per rebre visitants, fer treballs d'escriba i emmagatzemar objectes rituals, així com aliments. La presència de metates (morter o molí quadrat) i mans de morter en una de les habitacions principals d'aquests complexos també indica que la preparació d'aliments tenia lloc aquí. A més, les excavacions van trobar set agulles d'os i set fusos en una de les habitacions, un descobriment suggereix que la producció tèxtil es produïa en aquesta habitació o a davant, molt probablement una tasca duta a terme per dones. Els habitants de les estructures residencials de l'elit clarament duien a terme una àmplia gamma d'activitats quotidianes, com ara l'emmagatzematge, la preparació i el consum d'aliments. Com s'ha assenyalat, aquestes residències també eren espais per a reunions polítiques i producció artística. Un resident masculí podria haver utilitzat la sala central per a reunions i una de les sales laterals per a treballs d'escriba i artístics, mentre que l'altra sala probablement estava associada amb la dona. Cada residència era polivalent i no s'han trobat estructures dedicades únicament a l'emmagatzematge d'aliments dins dels grups residencials de l'elit o del palau reial. Això indica que l'emmagatzematge d'aliments no estava centralitzat ni controlat. A causa d'això, les diferències en la capacitat d'emmagatzematge d'aliments i el processament d'aliments poden reflectir diferències en la mida de la llar o fins i tot diferències en l'estatus econòmic i l'accés als recursos. Un home maia de l'elit podria haver dut a terme diverses activitats, com ara tallar pedra, tallar fusta, petxines o ossos, així com tasques administratives, diplomàtiques i rituals dins i fora de la residència. Una dona maia d'elit podria haver participat en diferents tipus de creació artística i producció artesanal, a més d'altres activitats domèstiques. Els homes i dones de l'elit clàssica posseïen múltiples identitats i rols socials.

### Plaça principal i espectacle
Els maies clàssics van emfatitzar fortament la representació teatral i la visibilitat dels governants. La gran plaça d'Aguateca, com altres centres maies clàssics, va ser dissenyada per allotjar un gran nombre de persones. Aquestes places acollien la majoria dels membres de la comunitat en ocasions cerimonials. Els residents van fer un esforç significatiu per assegurar espais per a espectacles massius creant places fora de les zones centrals i construint grans calçades. També es van col·locar representacions dels governants en monuments de pedra a les places. Els esdeveniments teatrals probablement van mantenir unida una comunitat maia al voltant del governant i la cort reial. La presència de places de diferents mides suggereix que els esdeveniments teatrals també van dividir la comunitat, separant els que podien participar en representacions exclusives dels menys privilegiats.

### Grup del palau i família reial
La distribució general del lloc, les configuracions arquitectòniques, l'emmagatzematge d'objectes i el tractament posterior a l'abandonament apunten a les qualitats úniques del grup del palau com a complex del palau reial. Aquests edificis també tenien funcions administratives, i les sales centrals s'utilitzaven com a escenari per a l'audiència reial i altres reunions polítiques. La configuració d'aquest complex del palau reial suggereix que el governant mantenia un cert nivell de visibilitat. Per exemple, les reunions celebrades en una de les estructures del grup del palau eren visibles per a aquells a qui no se'ls permetia l'entrada. La prominència de les escenes de reunió a les pintures ceràmiques maies suggereix que certes reunions als palaus reials estaven destinades a ser presenciades. Sembla que abans de l'atac final a Aguateca, la família reial va netejar les sales del palau i va abandonar el centre.

### Construcció de temples i plebeus
Una de les estructures que s'ha descobert ha estat identificada com un temple inacabat. Es creu que encara estava en procés de construcció quan va ser atacat i abandonat a principis del segle ix. El seu descobriment ha proporcionat informació valuosa sobre els mètodes i processos de construcció maies, així com la probabilitat d'especialització. És possible que la mà d'obra de la construcció estigués organitzada en diferents grups, com ara treballadors que transportaven roques al lloc, picapedrers que extreien blocs per a pedra tallada, paletes o enguixadors que col·locaven pedres amb morter i escultors de pedra que tallaven monuments. Totes aquestes persones treballaven braç a braç, i els arquitectes o supervisors de l'elit probablement coordinaven les tasques dels diversos treballadors.

## Cultura material

### Artesans d'elit
Una part important de les elits maies, tant homes com dones, es dedicaven a la creació artística i la producció artesanal a Aguateca. La producció artística i artesanal sembla haver estat una activitat comuna entre les elits maies clàssiques d'Aguateca, inclosos els cortesans del rang més alt i fins i tot membres de la família reial. Fabricaven no només béns de luxe i armes, sinó també articles utilitaris per al consum tant dins com fora de la llar. Els articles produïts incloïen talles de fusta i articles de cuir. A causa d'això, diversos tipus de producció artesanal se superposaven en diverses llars. Al mateix temps, determinades llars i individus emfatitzaven activitats específiques de creació artística i artesanal. Una llar podia tallar esteles per al governant, mentre que una altra podia posar èmfasi en objectes de petxines i os d'alt valor simbòlic. És probable que les dones de l'elit participessin activament en aquests tipus de producció, dedicant-se a la talla de pedra en col·laboració amb homes nobles. La creació artística, així com l'obtenció de coneixements de producció ideològics, religiosos i esotèrics, eren importants en les tàctiques d'exclusió i la identitat de l'elit. Algunes d'aquestes peces d'art de l'elit es van trobar cremades després de l'abandonament d'Aguateca, i en una de les residències de l'elit es van trobar peces que representaven el que els arqueòlegs anomenen "Déu Bufó", cosa que significa la importància de la creació artística entre aquest grup social.

### Obsidiana
L'obsidiana era un material molt valorat a la societat maia clàssica, i la seva possessió marcava un estatus social elevat. Els governants d'Aguateca controlaven l'accés principal a l'obsidiana a la ciutat. Tant els governants d'Aguateca com els escribes o artistes de l'elit tenien un nombre més gran de fulles elaborades amb obsidiana més fortes i substancials que els que vivien en residències més petites. La presència d'obsidiana també indica que els maies clàssics d'Aguateca no estaven aïllats d'altres regions, sinó que participaven en el comerç a llarga distància per obtenir el material.

### Animals
La producció de bens a partir de productes animals per a la comunitat i els governants sembla haver estat comuna. Tots els membres de la comunitat participaven en la producció artesanal relacionada amb els animals, però alguns aspectes d'aquesta artesania només es duien a terme en llars específiques. Les activitats incloïen la producció de carn o cuir i la producció inicial d'eines d'os. Alguns animals s'utilitzaven com a bens i aliments de luxe, l'accés als quals era diferent segons el rang social o l'autoritat. La classe alta tenia un major accés a fonts animals que es consideraven més rituals o exòtiques. Aquestes espècies incloïen petxines marines (per a la decoració) i felins salvatges com jaguars, gats margays i ocelots (utilitzats per a pells, dents i urpes). Els animals no exòtics també estaven disponibles de manera diferent com a aliments i eines. Les espècies dominants per al consum a Aguateca inclouen cérvols de cua blanca, tortugues de riu, gossos, agutís, paca, pècaris, així com ocells grans i peixos de riu.

### Teatre
La plaça principal d'Aguateca contenia nombrosos monuments de pedra i proporcionava un entorn adequat per a representacions teatrals. Les representacions teatrals no només comuniquen idees preexistents, sinó que també defineixen la realitat política tal com l'experimenten els participants. Els esdeveniments teatrals constitueixen un procés crític d'integració i conflicte i tenen efectes particularment significatius en el manteniment i la transformació de les societats. Les actuacions dels governants, que es representen en monuments de pedra, van involucrar un gran públic. Això fa que la plaça principal d'Aguateca sigui molt significativa perquè el seu ús com a espai teatral va ser una preocupació principal en el disseny de la ciutat. Aquests esdeveniments van donar realitat física a la comunitat i van contrarestar les tendències de les poblacions que no formava part de l'elit a allunyar-se del centre de la ciutat. L'elit podria haver aprofitat aquestes actuacions per avançar en les seves agendes polítiques, però alhora estaven sota una avaluació constant per part dels espectadors. Els esdeveniments teatrals van preparar l'escenari per a la creació i la imposició de relacions de poder i ideologies associades, així com la resistència i la subversió d'aquestes.

### Eines
Per poder produir els béns i materials, la comunitat d'Aguateca havia de crear les eines que utilitzaven per a la producció. Algunes d'aquestes eines incloïen els metates i les mans de morter, eines usades per moldre, productes com el blat de moro Alguns productes animals també es feien servir com a eines, com ara els ossos de cérvol que ajudaven en la fabricació d'eines lítiques i el brunyiment. La gent d'Aguateca va poder crear aquestes eines que van utilitzar per crear molts altres artefactes trobats al jaciment arqueològic i proporcionar respostes sobre com s'organitzava i es duia a terme la producció de materials i béns a la seva societat.

## Rituals a l'avenc principal

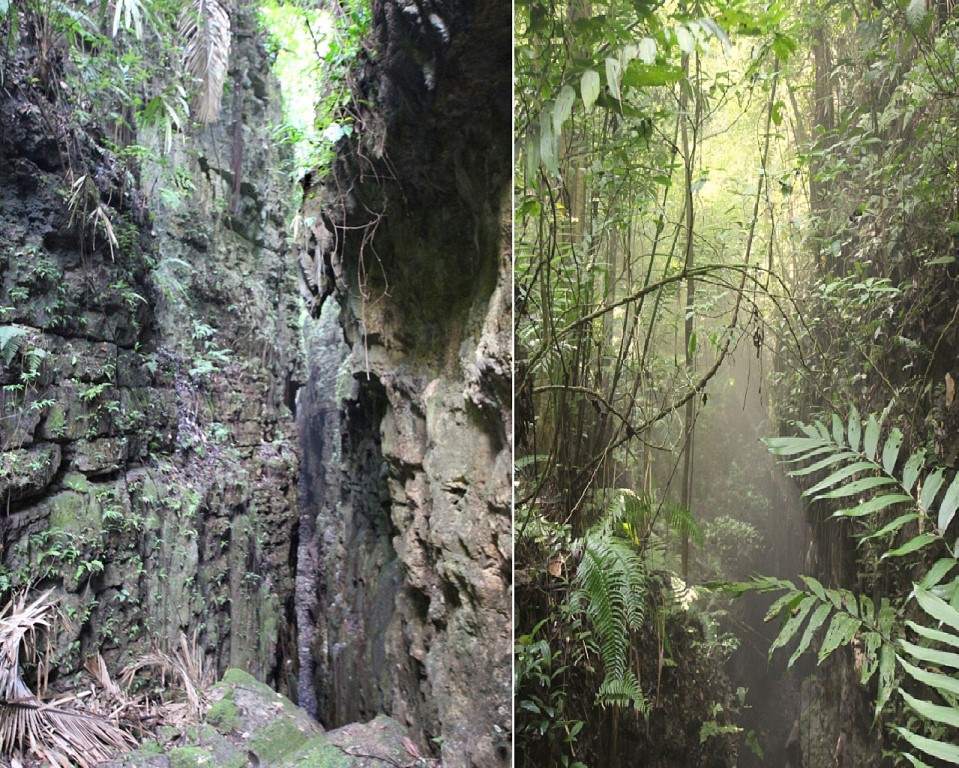
Dues vistes del llarg i escarpat pendent de l'avenc principal

L'avenc principal és una fractura profunda de pedra calcària formada naturalment que s'estén de NE a SO pel mig del jaciment d'Aguateca. Mesura aproximadament 850 m de llarg, 10-70 m de profunditat i 1,5- 15 m d'amplada. Aquest avenc encarna la concepció maia de cova-muntanya i conté proves sòlides d'una varietat de pràctiques rituals. Això suggereix que els avencs, com les coves, representen potents llocs cosmològics i religiosos on es pot arribar a esperits ancestrals i sobrenaturals. Les característiques i els fenòmens naturals observats a l'avenc d'Aguateca proporcionen una finestra a la complexa manipulació de les propietats transformadores dels elements i el seu significat. A Aguateca, dins dels interiors de la terra, on el vent bufa núvols cap al turó des de les profunditats de l'avenc, es tocaven instruments de vent i es feien focs. És possible que aquests focs continguessin encens de copal que hauria format fum negre que recorda els núvols de pluja, amb l'esperança de portar pluja. Cal destacar que dos dels elements, l'aire (vent) i l'aigua (pluja), estan íntimament lligats segons les creences maies. L'aigua, com a element perdurable de la vida, es materialitzava en forma de cerimònies de pluja, amb capes de significats que anaven des de la pluja per la subsistència fins a la prosperitat i el poder dinàstics. El glif toponímic d'Aguateca representa aquest avenc.

## Agricultura
L'entorn de subsistència a Aguateca, com en altres jaciments maies clàssics, estava limitat per sòls poc profunds i inclinats i patrons meteorològics imprevisibles fins al seu col·lapse. Basant-nos en els canvis en les proporcions d'isòtops de carboni estables del sòl, podem determinar la presència antiga de creixement de plantes C4 i blat de moro. Probablement, els antics maies d'Aguateca es van adaptar al seu entorn explotant zones ideals per a l'agricultura. Com a resultat, és probable que el blat de moro es conreés als aiguamolls estacionals propers al jaciment. Les característiques càrstiques naturals de la «rejollada», eren recursos importants del sòl per als antics maies perquè els sòls eren profunds i fèrtils. Els vessants esglaonats de les «rejolladas» poden haver actuat com a terrasses naturals. Aquest també va ser probablement el lloc de cultiu freqüent de blat de moro i podria haver estat políticament important.

## Guerra i armes
Tant la família reial com els escribes o artistes de l'elit d'Aguateca utilitzaven puntes de llança i dards per al «conflicte humà intergrupal», així com per a la producció artística i artesanal sota l'amenaça enemiga. El governant i l'elit també eren guerrers, i posseir aquestes armes i participar en la guerra establia i perpetuava la seva supremacia. Les puntes de llança i els dards eren més importants que els arcs i les fletxes, tanmateix, les osques que es poden observar en llances i dards indiquen que l'arc i la fletxa també es feien servir. El conflicte entre valls pot haver estat un factor crucial que va conduir al desenvolupament de societats complexes maies clàssiques com la d'Aguateca. Aquesta guerra va tenir un efecte fonamental en la societat i és el que finalment va conduir a la desaparició de la ciutat.

## Destrucció i abandonament
Tot i que els conflictes entre grups, els canvis climàtics i la degradació ambiental van començar a causar agitació social cap al final del regnat d'Aguateca, la destrucció definitiva del centre va ser el resultat de la guerra.
 Cap al 800 dC, sembla que Aguateca va ser atacada per enemics, de fet, una sèrie de murs defensius que es van construir a correcuita cap al final del període clàssic tardà probablement van ser en resposta a l'escalada bèl·lica a la regió. La zona residencial de l'elit propera al palau reial va ser incendiada i els residents van fugir o van ser empresonats, deixant enrere la majoria de les seves pertinences. L'exèrcit atacant no es va quedar al centre i aviat tota la ciutat va ser abandonada. Deixant estructures complexes, com el Grup del Palau, amb béns molt valuosos, com ara perles de jade, alabastre tallat i ornamentació de petxines. Això sosté encara més la conclusió que la ciutat va ser abandonada ràpidament. Les excavacions al grup del palau suggereixen que la família reial va evacuar el centre abans de l'atac i preveia tornar-hi, però sembla que els membres de l'elit s'hi van quedar. Les zones fora del centre van ser abandonades gradualment, probablement just després de la destrucció de la ciutat. Els habitants d'aquestes zones es van endur la majoria de les seves pertinences. A causa del patró de destrucció i abandonament, és probable que l'elit governant d'Aguateca fos el focus principal de la batalla. Els enemics pretenien acabar amb Aguateca com a poder polític i econòmic i ho van aconseguir. La caiguda dràstica d'Aguateca és molt similar a la situació de Pompeia, que ens proporciona una gran quantitat de proves avui dia. Moments de la vida dels maies clàssics van quedar congelats en els rics conjunts d'objectes deixats en estructures cremades. Això proporciona informació sobre les activitats domèstiques, l'organització de la llar i les interaccions polítiques dels maies clàssics a Aguateca.